# ارنست به آفریقا می‌رود
ارنست به آفریقا می‌رود (انگلیسی: Ernest Goes to Africa) یک فیلم در ژانر کمدی به کارگردانی جان آر. چری سوم است که در سال ۱۹۹۷ منتشر شد. از بازیگران آن می‌توان به جیم وارنی و لیندا کش اشاره کرد.